# Ніка
Ні́ка, також Ні́ке (грец. Νίκη (Nikē) — перемога) — в грецькій міфології богиня перемоги, уособлення звитяги.
Відповідником в римській міфології є Вікторія.

## Етимологія
Слово νίκη (nikē) має невизначену етимологію. Припускають, що слово має догрецьке походження. Його також пов'язують з праіндоєвропейським *neik- (neikos «атакувати»), що робить його схожим з грецьким νεῖκος (neikos «різниця») та литовським ap-ni̇̀kti («атакувати»)

## Міфологія
За Гесіодом, дочка титана Палланта й океаніди Стікс, сестра Завзяття, Наполегливості й Сили. Вона присутня під час битв і змагань борців, приймає жертви після перемоги, летить над землею зі звісткою про щасливе закінчення війни, звуками сурми сповіщаючи про тріумф героїв. У мистецтві Ніка наділена численними індивідуальними рисами, тим часом як римська Вікторія — лише алегорія.
У грецькій релігії Ніка — атрибут Зевса й Афіни. Первісно була епітетом Афіни. Давньогрецький скульптор Фідій поставив Ніка на долоні двом величезним статуям — Олімпійському Зевсові і бронзовій Палладі-Афіні, і тим самим зробив символом окремого божества. Скульптор Антерм із Хіосу перший спорудив статую Ніка з крилами та лавровим вінком. Зображення богині знаходять на вазах, лампадах, гемах та в стінному розписі. Олександр Македонський споруджував Ніка жертовники на всіх етапах свого звитяжного походу.
Римський імператор Авґуст поставив Ніка в сенаті, назвавши латинським іменем Вікторія. Богиня стояла на кулі, що зображувала Землю, у витягнутій правій руці вона тримала вінок, у лівій — пальмову гілку. Імператор Констант надав у руки Ніка хрест. Скульптура «Ніка Самотракійська» належить до найкращих творів античного мистецтва IV ст. до н. е.

## Галерея

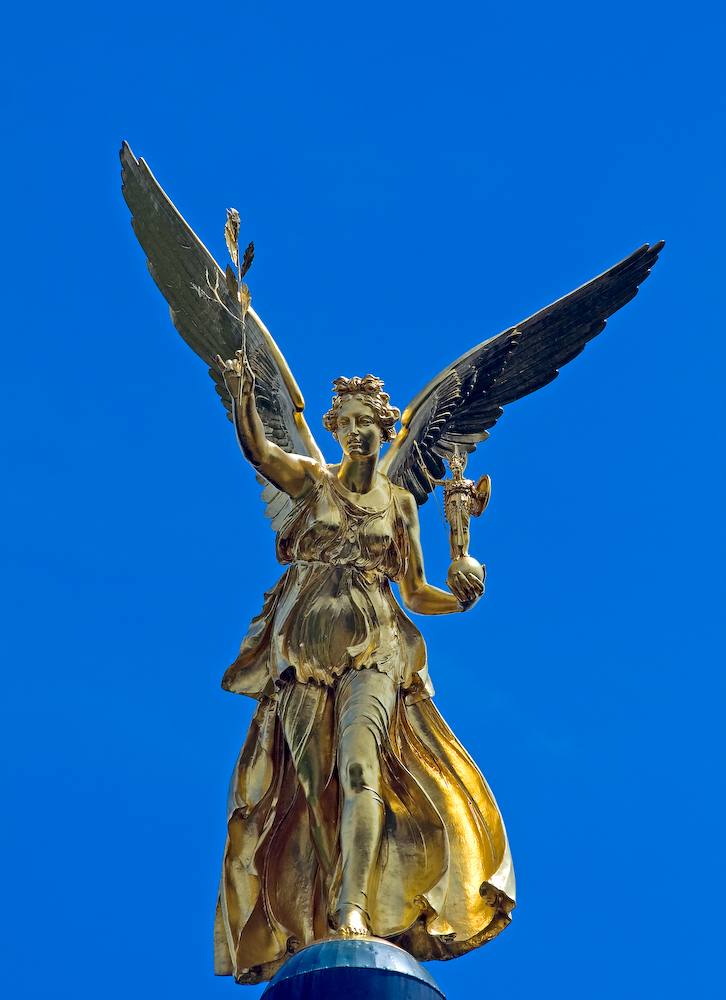
Ніка, статуя в Мюнхені
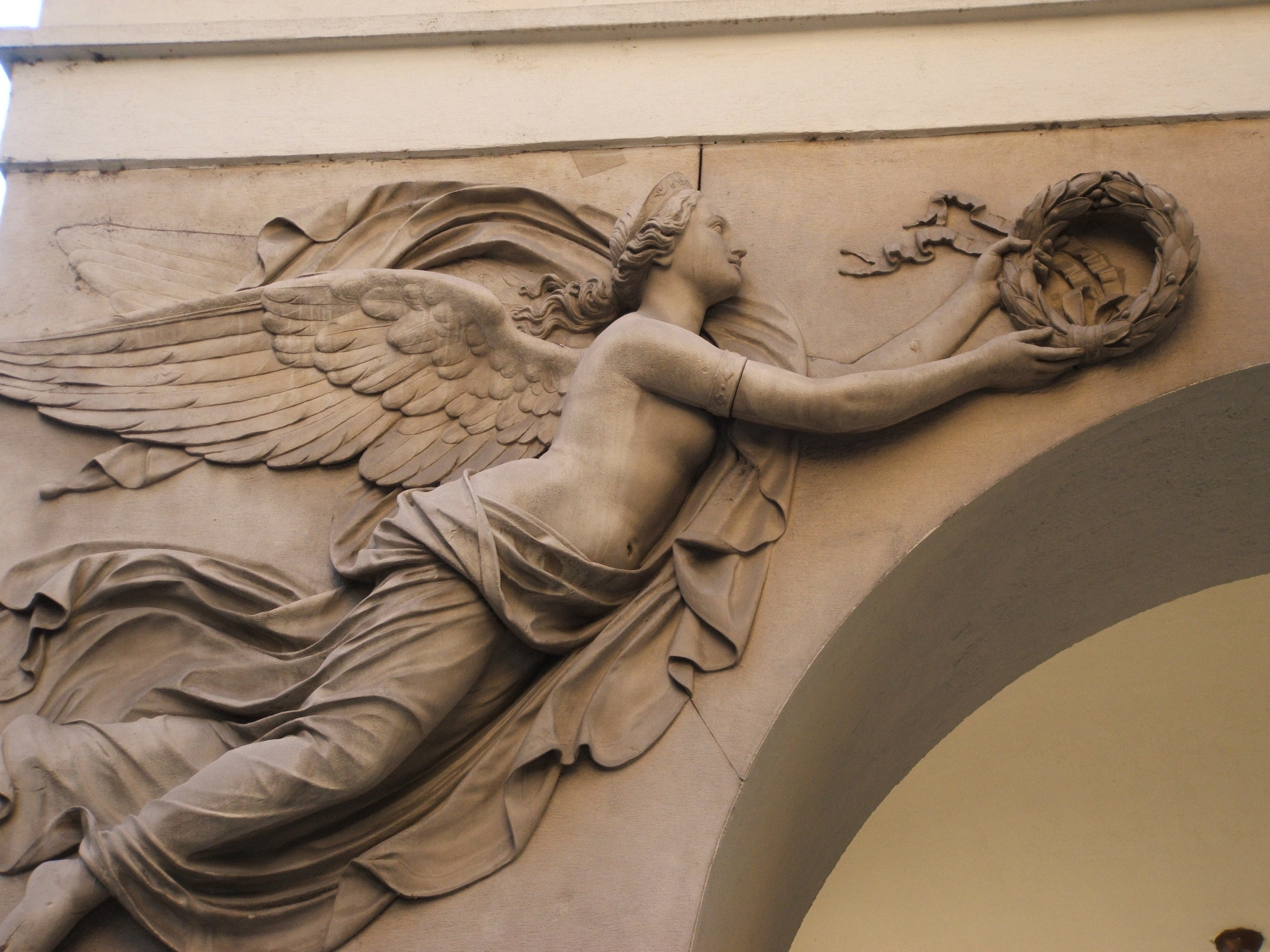
Новара, рельєф
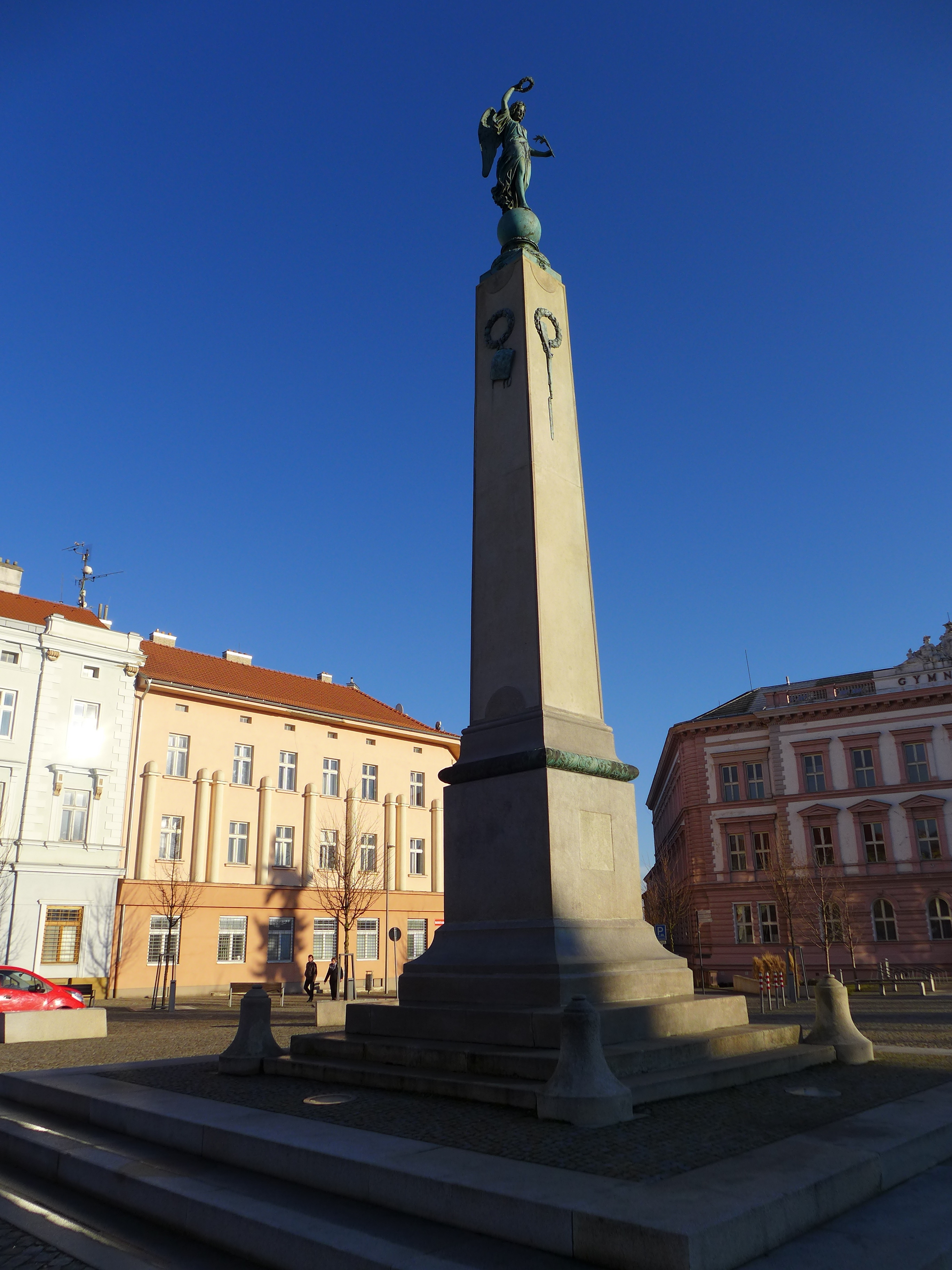
Монумент у Зноймо
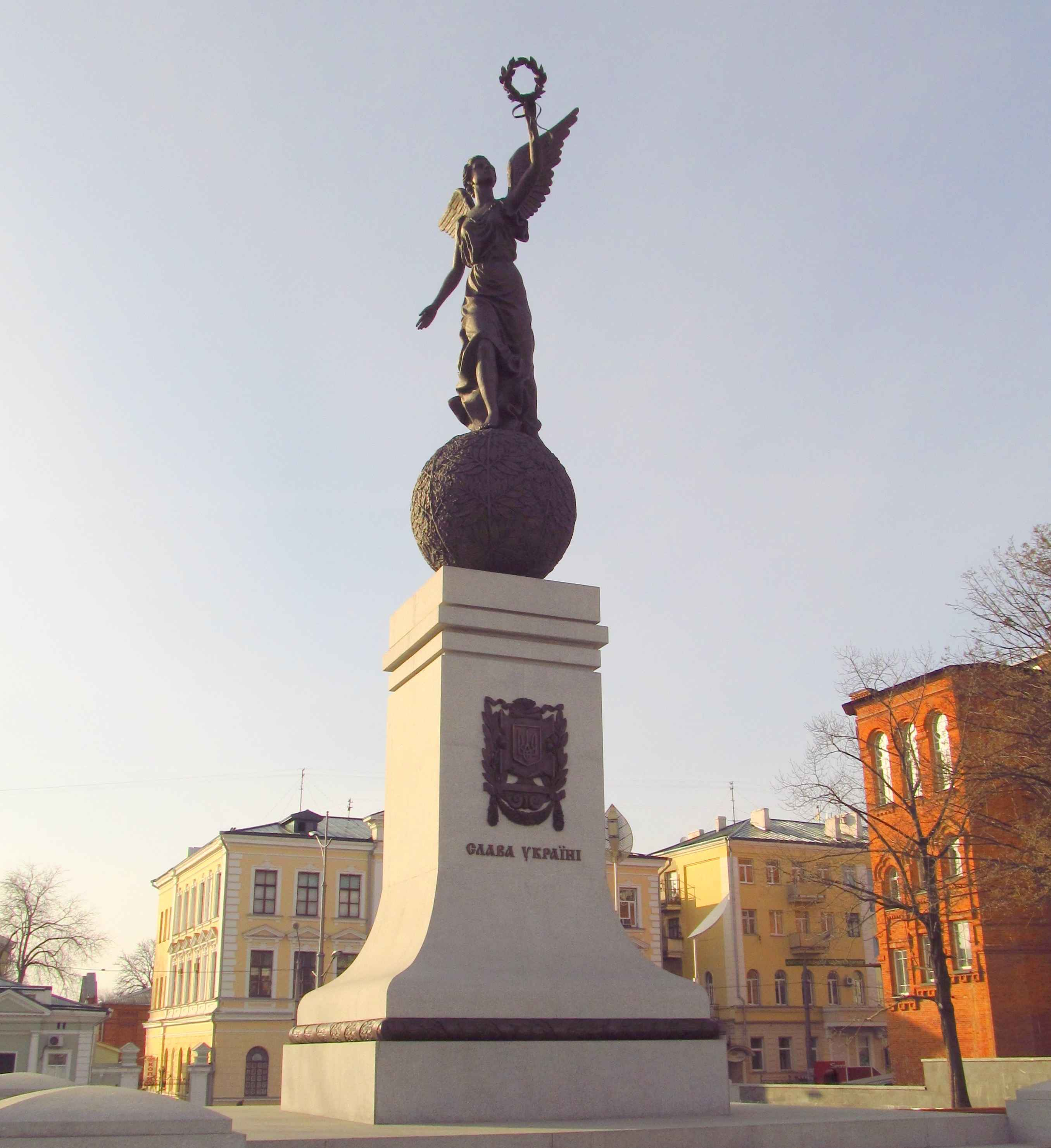
Харків, статуя
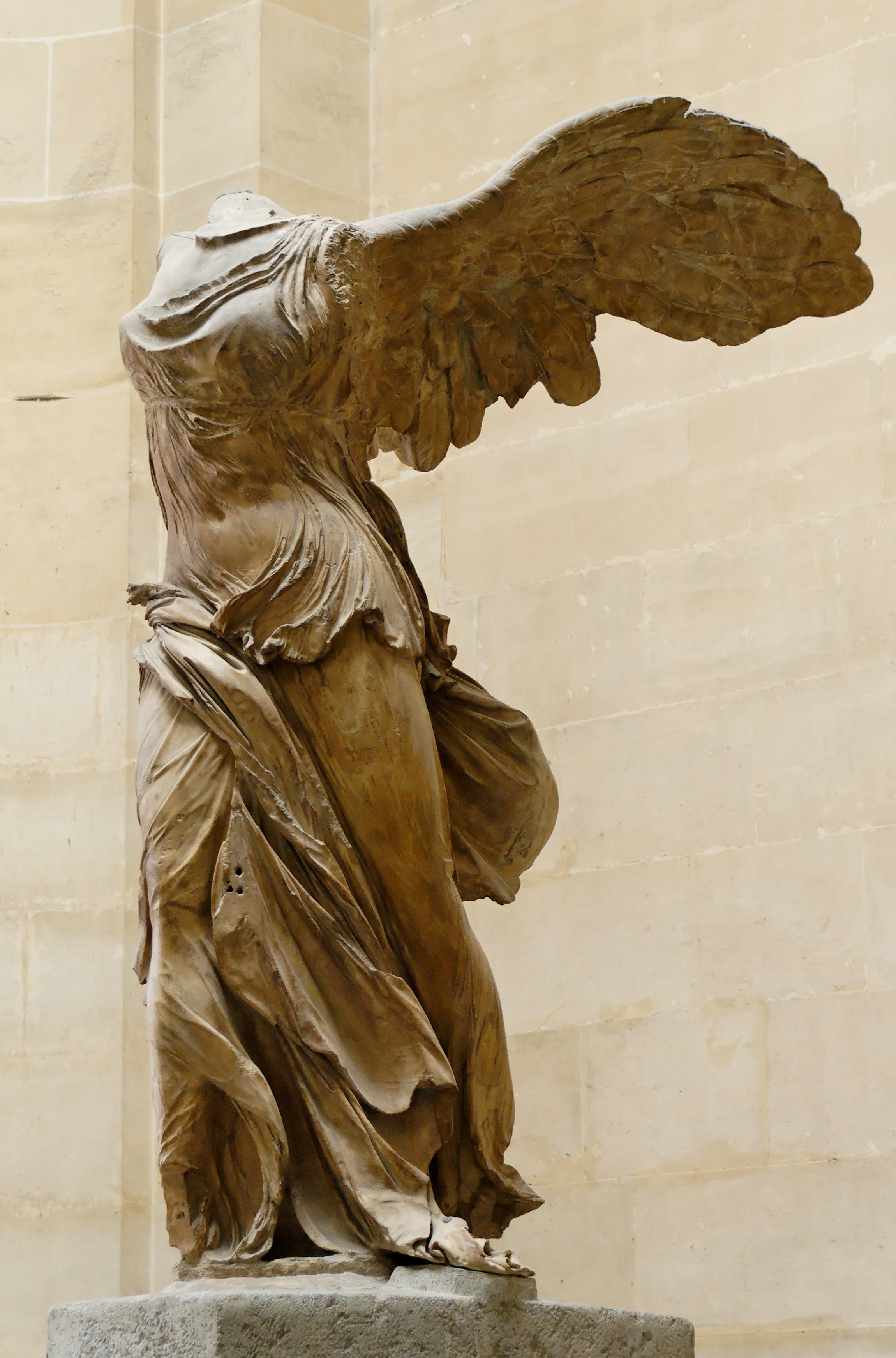
Ніка Самофракійська, Лувр, Париж